# Compsaraia samueli
Compsaraia samueli är en fiskart som beskrevs av Albert och Crampton 2009. Compsaraia samueli ingår i släktet Compsaraia och familjen Apteronotidae. Inga underarter finns listade i Catalogue of Life.